# مبدأ العطالة
مبدأ العطالة يعبر به على أن كل جسم لا تؤثر فيه قوة أو تتعادل القوى المؤثرة فيه هو جسم ساكن أو متحرك حركة مستقيمة منتظمة. كما ينص عليه قانون نيوتن الأول.
بتعبير آخر، إذا كانت السرعة ثابتة فمجموع القوى الخارجية منعدم.

## وصلات خارجية
- علي مصطفى مشرفة. القصور الذاتي. مجلة الرسالة